# Phaonia tersa
Phaonia tersa är en tvåvingeart som beskrevs av Villeneuve 1936. Phaonia tersa ingår i släktet Phaonia och familjen husflugor. Inga underarter finns listade i Catalogue of Life.